# Miriam Rodríguez Martínez
Miriam Rodríguez Martínez (San Fernando, 5 febbraio 1960 – San Fernando, 10 maggio 2017) è stata un'attivista messicana, impegnata per l'uguaglianza di genere e per i diritti delle donne nel suo paese.
Ha dato vita al movimento "Missing Child Parents" dopo che sua figlia è stata rapita e uccisa. È stata uccisa da militanti che avevano fatto irruzione nella sua casa il 10 maggio 2017.

## Biografia
Miriam Elizabeth Rodríguez Martínez visse nella comunità di San Fernando nello stato messicano di Tamaulipas. Fu uccisa il 10 maggio 2017, nella giornata nazionale della festa della mamma in Messico, quando un gruppo di militanti fece irruzione nella sua casa, spararono 12 colpi. Gravemente ferita, morì durante il viaggio in ospedale. Tamaulipas è considerato uno degli stati più violenti del Messico. Secondo i dati del governo, ha il maggior numero di persone disperse nel paese.
La figlia di Miriam, Karen Alejandra Salinas Rodríguez, scomparve nel 2012. Il suo corpo fu ritrovato nel 2014 nella tomba di uno sconosciuto. Alcuni degli uomini arrestati per il caso della figlia evasero dal carcere dopo il loro arresto. Miriam Rodríguez dichiarò in diverse interviste di aver ricevuto minacce di morte da parte di organizzazioni criminali e che le autorità locali non la stavano proteggendo. Oltre a cercare sua figlia, provò ad aiutare altri genitori i cui figli erano scomparsi, fondando l'organizzazione Colectivo de Desaparecidos.
Come segno di solidarietà, il giorno in cui fu uccisa, i manifestanti alzarono la loro voce in segno di protesta, chiedendo al governo messicano e americano di garantire la sicurezza dei difensori dei diritti umani.